# آقصو (سنجك)
آقصو (بالكردية: Avêspî‏) (بالتركية: Aksu)‏ هي قرية كرديّة رشوانيّة تتبع إداريّاً لمديرية سنجك في محافظة أديامان التركية، بلغ عدد سكانها 257 نسمة في عام 2021.